# Aso-Kujū-Nationalpark
Der Aso-Kujū-Nationalpark (japanisch 阿蘇くじゅう国立公園, Aso Kujū Kokuritsu Kōen) liegt auf der japanischen Insel Kyūshū in den Präfekturen Kumamoto und Ōita. Das Parkgebiet teilt sich auf in eine besonders geschützte, besondere und gewöhnliche Zone.
Der Nationalpark, gelegen im zentralen Gebiet von Kyūshū, wurde bei seiner Eröffnung 1934 Aso-Nationalpark (阿蘇国立公園, Aso Kokuritsu Kōen) genannt. 1986 erfolgte die Umbenennung in Aso-Kujū-Nationalpark. Der Nationalpark ist bekannt für seine heißen Quellen, vor allem aber wegen des Vulkans Aso und  Kujū-san, der höchsten Erhebung der Insel. Kujū, ein erloschener Vulkan, ist 1787 m hoch.

## Flora und Fauna
Sein Gipfel zeigt alpine Flora, seine Hänge dichte Bewaldung. Farbige Azaleen (miyama kirishima) findet man hier und sonst nur auf Kyūshū. Aso und Kujū haben Hochflächen, die als Weidegebiet für Kühe genutzt werden. Im Parkgebiet leben einige seltene Schmetterlingsarten, die sich von Gras ernähren, wie beispielsweise die Art Shijimiaeoides divinus von Sophora flavescens und der Helle Wiesenknopf-Ameisenbläuling vom Großen Wiesenknopf.

## Tourismus
Innerhalb eines Jahres haben zuletzt (Stand 2013) 22,41 Millionen Personen den Nationalpark besucht.

## Galerie

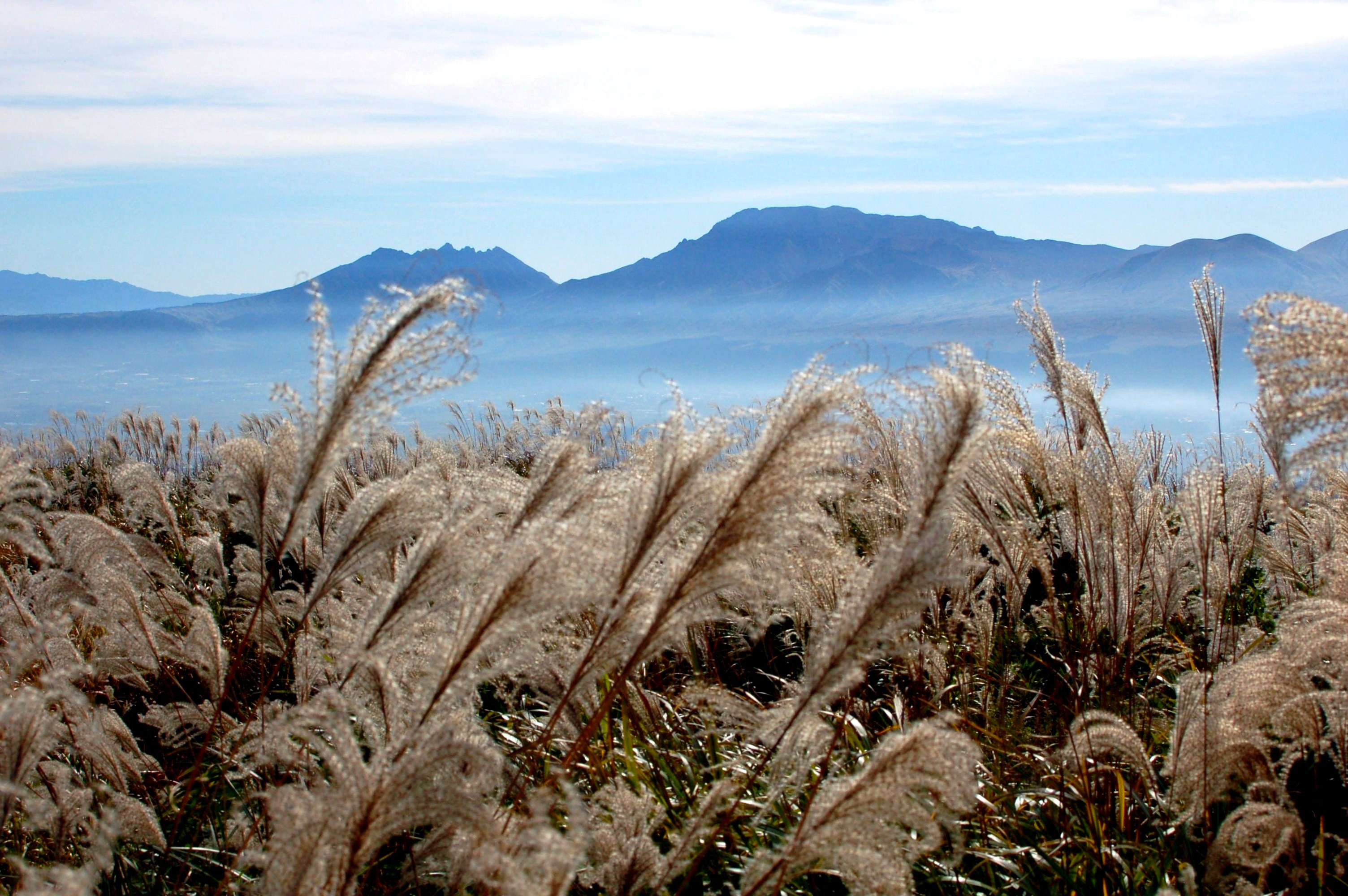
Vegetation am Vulkan Aso
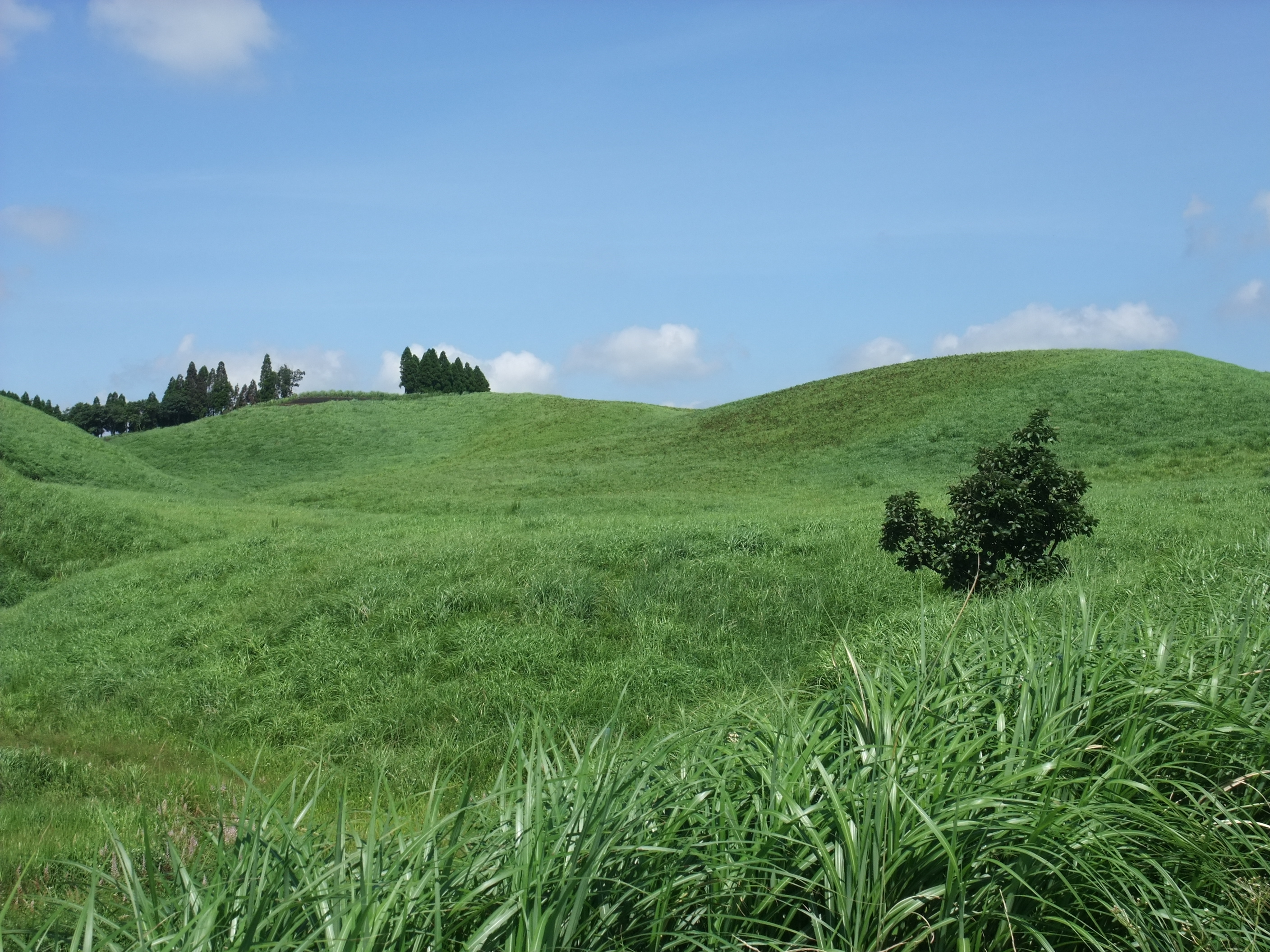
Hohes Gras am Vulkan Aso
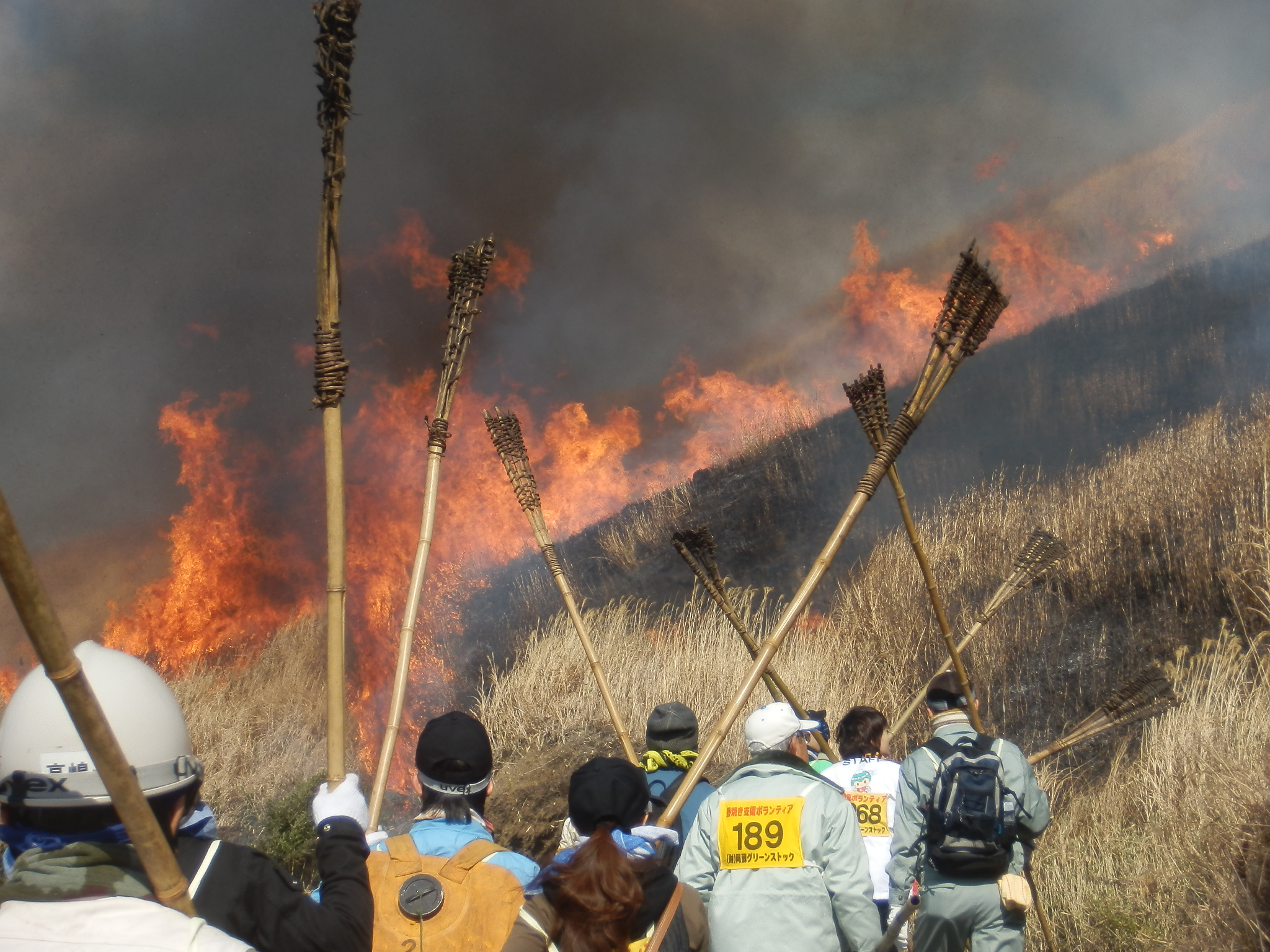
Kontrolliertes Abbrennen von Grasflächen am Vulkan Aso
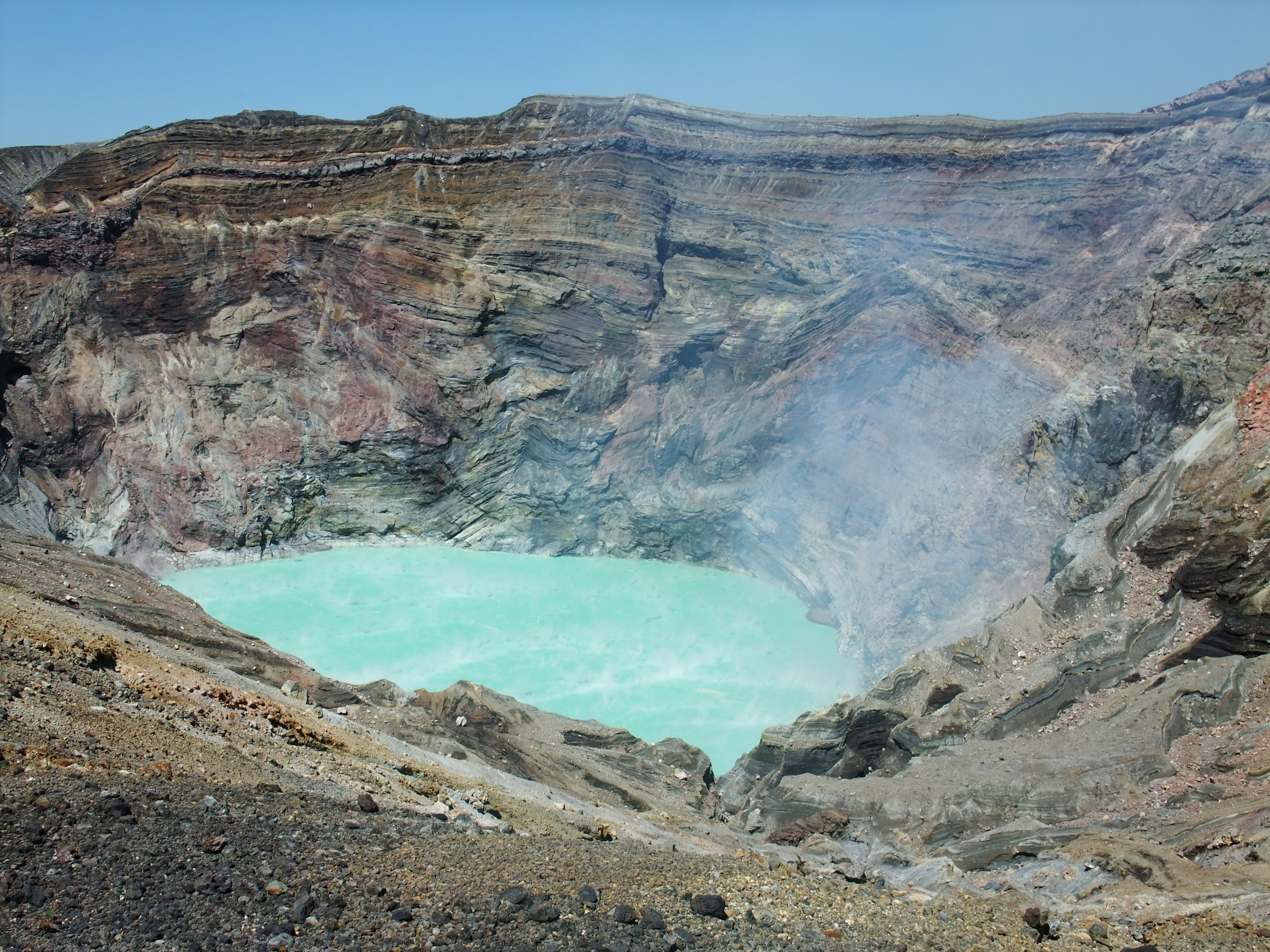
Krater des Naka-dake